# Região neotropical

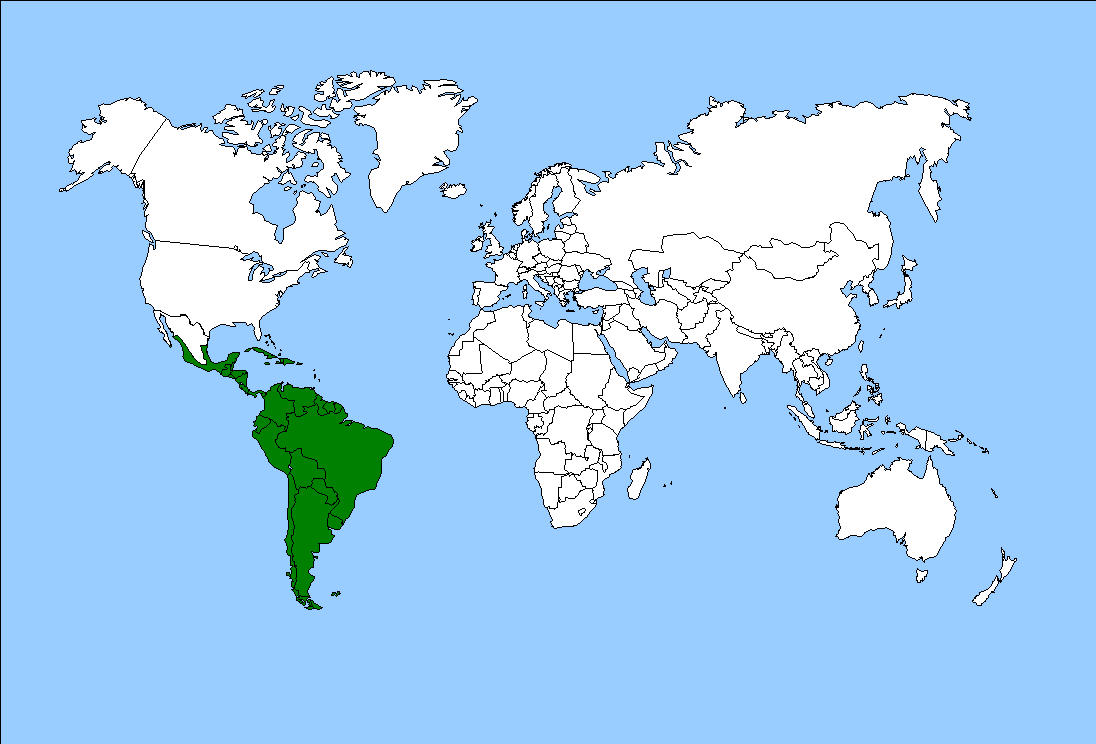
Região neotropical

A região neotropical é a região biogeográfica que compreende a América Central, incluindo a parte sul do México e da península da Baja California, o sul da Florida, todas as ilhas do Caribe e a América do Sul.
Apesar do seu nome, esta região biogeográfica inclui, não só regiões de clima tropical, mas também de climas temperado e de altitude. É uma região de grande biodiversidade, com ecossistemas tão diversos como a floresta amazónica, a floresta temperada valdiviana do Chile, a floresta subpolar de Magalhães da Patagónia, o cerrado, a mata atlântica, o pantanal, os pampas e a caatinga.

## História
As Américas Central e do Sul faziam parte do supercontinente Gondwana, juntamente com as regiões que são hoje a África, a Austrália, a Índia e a Antártida. Por essa razão, a região neotropical mantém ainda marsupiais e espécies da flora antártica. Quando este “novo” continente se juntou à América do Norte, há cerca de três milhões de anos, houve alguma troca de material genético com aquele continente, incluindo os antepassados dos actuais tatus e gambás, migrando para norte, e os antepassados dos actuais camelídeos sulamericanos, como a llama e a alpaca, migrando para sul e extinguindo-se na sua pátria de origem.

## Animais e plantas endêmicas

### Animais
Trinta e uma famílias de aves são endémicas dos neotrópicos, duas vezes mais do que em qualquer outra região biogeográfica e incluem a ema (família Rheidae), a azulona e os inhambús (família Tinamidae), os mutuns (família Cracidae) e os tucanos. As famílias de aves originárias desta região incluem os colibris (família Trochilidae) e os pássaros da subfamília Troglodytinae).
Os mamíferos originários desta região incluem:
- Ordem Xenarthra, com os tamanduás, preguiças e tatus
- Os “macacos do novo mundo” (Platyrrhini), como os micos, sagüis, titis e uacaris
- Os roedores da infraordem Caviomorpha, como a capivara e a chinchila, e
- Os marsupiais da ordem Didelphimorphia (os gambás) e da ordem Paucituberculata.

## Fatores ambientais nas regiões tropicais
As regiões tropicais úmidas ou áridas do mundo apresentam peculiaridades distintas das regiões temperadas no que concerne ao clima, ao solo, à vegetação e à ação antropomórfica. No que concerne ao clima deve ser dado destaque à chuva devido à grande variação de precipitação pluvial que ocorre dentro do período chuvoso bem como à existência de períodos de secas prolongadas, como aquele recentemente experimento no Nordeste brasileiro entre os anos de 1979 e 1983. Uma classificação do Nordeste baseada na quantidade e distribuição da chuva foi feita por Hargreaves (1974). As variações de solo e temperatura não são tão contrastantes quanto à precipitação pluvial, contudo a interação de tais fatores e da altitude chegam a causar mudanças de grande significação na vegetação, dando origem a formações vegetais distintas dentre as quais a mais extensa é a caatinga, com suas características próprias e com grandes implicações nas formas de utilização pelo homem.

## Ligações Externas
- BRASIL. SUDENE, 1972

- Região neotropical é tema de palestra no Museu Goeldi